# ریچل بیلسون
ریچل سارا بیلسون (به انگلیسی: Rachel Sarah Bilson) (زاده ۲۵ اوت ۱۹۸۱) بازیگر آمریکایی است. بیلسون متولد یک خانواده تجاری در کالیفرنیا بود و در سال ۲۰۰۳ اولین فیلم تلویزیونی اش را بازی کرد و سپس نقش روبرت را در سریال او. سی بازی کرد. بیلسون نخستین فیلم سینمایی اش در آخرین بوسه (۲۰۰۶) را ایفای نقش کرد و در فیلم علمی تخیلی جهنده ستایش شد. از سال ۲۰۱۱ تا ۲۰۱۵، او به عنوان دکتر زو هارت در سری هارت آو دیکسی از CW ستاره دار شد.

## اوایل زندگی
بیلسون در لس آنجلس زاده شد، دختر جانیس استنگو، یک درمانگر جنسی  و دنی بیلسون، نویسنده، مدیر و تولید کننده. او دارای یک برادر بزرگتر و دو خواهر جوانتر، رزماری و هاتیه است . پدرش یهودی است و مادر او ایتالیایی آمریکایی است.
پدر بیلسون از یک خانواده تجاری نشان می‌دهد: پدربزرگ پدربزرگش بروس بیلسون مدیر تولید است. جورج بیلسون، پدر بزرگش متولد لیدز، یورک شر انگلیس، برای نقاشی RKO Pictures کار کرد، او در آنجا به عنوان رئیس فیلم تریلر رفته بود و مادر بزرگش هاتدی بیلسون فیلم‌نامه‌نویس بود که اعتبار آن شامل پال، کارآگاه کانی (۱۹۵۰)است. همکلاسی‌های بیلسون در دبیرستان نتردام در شرمن اوکس، کالیفرنیا شامل کیرستن دانست،رامی ملک، و کاترین مک فی، خوانندۀ آمریکایی است.

## حرفه

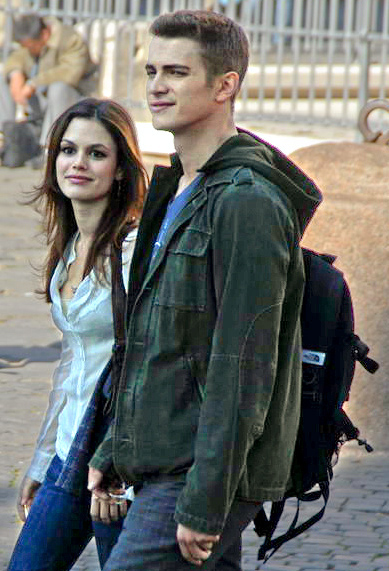
راشل بیلسون و هایدن کریستنسن در رم در نوامبر ۲۰۰۶ در فیلمبرداری جهنده

بیلسون در کالج Grossmont، یک کالج اجتماعی در حومه سن دیگو شرکت کرد، اما پس از یک سال از مشاوره پدرش برای پیگیری حرفه‌ای بازیگری کنار گذاشت . او سپس چندین نمایش در تبلیغات، از جمله تبلیغات برای رستوران‌های مترو، رازین برن و Pepto-Bismol شرکت کرد.
او در اوائل سال ۲۰۰۳ اولین نمایش خود را اجرا کرد، او در یک قسمت از بافی قاتل خون‌آشام‌ها و ۸ قانون ساده ظاهر شد. بیلسون متعاقبا در او. سی، که در ماه آگوست ۲۰۰۳ شروع به کار کرد، در ماه اوت ۲۰۰۳ پخش شد. شخصیت او، سامر رابرتز، در ابتدا قصد داشت تنها در چند قسمت ظاهر شود، اما بعد از یک اجرای موفقیت آمیز، یک سری به‌طور منظم تبدیل شد، همانطور که عاشقانه روی صفحه نمایش روی صفحه نمایش با استا کوهن (آدم برودی) یکی از جنبه‌های برجسته سری بود.
در سال ۲۰۰۵ جوایز برگزیده نوجوانان، او سه جایزه را به دست آورد: "Choice Hottie Female "،" انتخاب بازیگران تلویزیونی (درام) "و" بهترین فیلم تلویزیون در صفحه تلویزیون "  در سال ۲۰۰۵، مجله ماکسیم ششمین سال خود را در "Hot 100 List" سالانه خود نام برد؛  در سال ۲۰۰۶، انتشار آن را به شماره ۱۴ برد.
نسخه بریتانیا از مجله FHM  او را ۲۸ ساله در فهرست ۱۰۰ زن سکسی در جهان در سال ۲۰۰۶  نامگذاری کرد و در نسخه ایالات متحده در سال ۲۰۰۵  نفر ۷۷ بود. بیلسون همچنین در سال ۲۰۰۶ به عنوان یکی از ۱۰۰ نفر از زیباترین افراد مجله پیپل  نامگذاری شد. پیش از ظاهر شدن در ماکسیم، بیلسون درخواستهایی را در فهرست مجلات مردان نشان داد که نشان می‌داد او احساس می‌کند که بدن او "مقدس است" و "نه برای دیدن همه دنیا".
در سپتامبر ۲۰۰۸، او شروع به ایفای نقش در فیلم عاشقانه انتظار برای همیشه، به کارگردانی جیمز کیچ کرد.در سپتامبر ۲۰۰۹، راشل به عنوان قاضی مشهور در قسمت سوم پروژه مد (۶ فصل) ظاهر شد. بیلسون در سال ۲۰۱۱ فیلم مستند زندگی اتفاق می افتد کرد. در سال ۲۰۱۱، بیلسون شروع به بازی در سری هارت آو دیکسی، اجرایی تولید شده توسط او. سی که خالق جاش شوارتز است. در ۷ مه ۲۰۱۵، CW رسما این سریال را پس از چهار فصل لغو کرد. در سال ۲۰۱۷، بیلسون عضو نشویل شد که کریس کارمک سابق با او در او. سی، همکاری کرده بود.
در ماه نوامبر سال ۲۰۱۷، اعلام شد که بیلسون در سریال تلویزیونی "دوتا بگیر" شرکت خواهد کرد.

## فیلم شناسی
| سال  | فیلم                | نقش        | پانویس                                                                     |
| ---- | ------------------- | ---------- | -------------------------------------------------------------------------- |
| ۲۰۰۳ | شکست خورده          | ریچل       | فیلم کوتاه                                                                 |
| ۲۰۰۶ | آخرین بوسه          | کیم        | نامزد - جوایز برگزیده نوجوانان انتخاب برای انتخاب فیلم برک آوت - زن        |
| ۲۰۰۸ | جهنده               | میلی هریس  | برنده - جوایز برگزیده نوجوانان برای انتخاب فیلم درام / ماجراجویی اکشن - زن |
| ۲۰۰۹ | نیویورک، دوستت دارم | مالی       | نقش مکمل                                                                   |
| ۲۰۱۰ | انتظار برای همیشه   | اما        | نقش اصلی                                                                   |
| ۲۰۱۱ | زندگی اتفاق می‌افتد  | لارا       | نقش مکمل                                                                   |
| ۲۰۱۳ | فهرست کارها         | امبر کلارک | نقش مکمل                                                                   |
| ۲۰۱۴ | سرقت آمریکایی       | شاهد عینی  |                                                                            |

| سال       | سریال                    | نقش          | پانویس |
| --------- | ------------------------ | ------------ | --- |
| ۲۰۰۳      | هشت قانون ساده           | جنی          | |
| ۲۰۰۳      | بافی قاتل خون‌آشام‌ها      | کالین        | |
| ۲۰۰۳–۲۰۰۷ | او. سی                   | سامر رابرتز  | برنده - جوایز برگزیده نوجوانان برای انتخاب تلویزیون درام بازیگر نقش مکمل زن جوایز برگزیده نوجوانان برای انتخاب بازیگر تلویزیونی تلویزیون - ماجراجویی درام / اکشن جوایز برگزیده نوجوانان برای انتخاب تلویزیون شیمی (مشترک با آدام برودی) نامزد - جوایز برگزیده نوجوانان برای انتخاب تلویزیون برک آوت ستاره - زن جوایز برگزیده نوجوانان برای انتخاب بازیگر تلویزیونی تلویزیون - ماجراجویی درام / اکشن |
| ۲۰۰۴      | این نمایش هفتاد ساله است | کریستی       | |
| ۲۰۰۷      | چاک                      | لو پالون     | |
| ۲۰۱۰-۲۰۱۴ | آشنایی با مادر           | کیندی        | اپیزود۴ |
| ۲۰۱۱–۲۰۱۵ | هارت آو دیکسی            | دکتر زو هارت | نامزد - جوایز برگزیده نوجوانان برای انتخاب بازیگر تلویزیون درام |
| ۲۰۱۲      | دختر سخن‌چین              | خودش         | |
| ۲۰۱۶      | تاریخ مستقل              | کنستانس کاپ  | |
| ۲۰۱۷      | نشویل                    | آلیسا گرین   | |
| ۲۰۱۸      | دوتا بگیر                | سم           | |